# Riccardo Goi
Riccardo Goi (Viadana, 24 agosto 1992) è un pallavolista italiano, libero della Porto Robur Costa.

## Carriera

### Club
La carriera di Riccardo Goi inizia nel settore giovanile della Gabeca, società con sede a Monza; nella stagione 2009-10, pur senza scendere in campo, viene saltuariamente aggregato alla prima squadra. Nel 2010-11 passa al Tricolore, militante nel campionato di Serie A2, dove rimane per tre annate, prima di passare alla Porto Robur Costa ed esordire nella Serie A1 2013-14, con cui vince la Challenge Cup 2017-18.
Nella stagione 2019-20 si accasa al Milano, sempre in Superlega, mentre nella stagione successiva veste la maglia della Prisma Taranto, in Serie A2, conquistando la promozione in Superlega. Nell'annata 2021-22 torna al club di Ravenna, nella massima divisione nazionale.

## Palmarès

### Club
- Challenge Cup: 1

2017-18